# 范鴻齡
范鴻齡，SBS，JP（1948年6月2日—），原籍浙江寧波，為天一閣建立者范欽後裔，生於中國上海，1969年香港大學工商管理畢業，中國北京大學法律學士，擁有執業大律師資格 （页面存档备份，存于），香港醫院管理局主席，中國中信泰富前任董事總經理，香港行政會議前任非官守成員。

## 簡介
范鴻齡早年於上海市出生，與母親經澳門偷渡來港生活。他就讀香港培道小學（1953年幼稚園、小一至小三）、鄧鏡波學校（小四至中一）、聖芳濟書院（中二至中五，1964年畢業）和拔萃男書院（預科）。。他在1969年以二級榮譽資格畢業於香港大學，曾經是香港10大超级「打工皇帝」之一。
作為大律師執業期間，范鴻齡是香港著名大律師事務所天博大律師事務所（Temple Chambers）的成員。
2007年3月17日起，他亦開始擔任強制性公積金計劃管理局主席一職。 （页面存档备份，存于）
2008年10月22日，范鴻齡為避免在證監會調查中信泰富炒輸外匯事件上有利益衝突，自行暫停在港交所和證監會的公職。及後再暫停積金局、行政會議、紀常會、外匯基金諮詢委員會、港大司庫、紀律人員薪俸及服務條件常務委員會主席、輸入優秀人才及專才諮詢委員會主席、前任特首及政治委任官員離職後工作諮詢委員會成員、外匯基金諮詢委員會成員及司法人員薪常會成員等公職。
2009年4月8日，范辭去中信泰富董事總經理職務，由母公司中信集團副董事長常振明接任。
2017年11月1日，范鴻齡獲委任為香港興業國際集團有限公司獨立非執行董事。
2019年9月12日，范鴻齡獲委任為醫院管理局主席，有醫生擔憂他缺乏醫療背景，對醫管局的運作認識不深。
2022年2月，2019冠狀病毒病疫情在香港爆發期間，范鴻齡一度宣稱不需要內地醫護協助，一星期後接受中國中央電視台訪問時卻改變態度，表示希望中央政府派醫生和護士支援香港。

## 家庭
其胞妹是香港行政會議非官守議員范椒芬。

## 名下馬匹
范鴻齡是香港賽馬會會員，曾先後擁有名下馬匹天河、銀河、威達之星、威武之星、高耀之星、高耀之威、高耀之寶、高耀智星、高耀俊星等等。

## 外部連結
- 中信泰富董事總經理范鴻齡簡介，香港交易所資料
- 范鴻齡稱，不知悉該集團的財政及交易情況 （页面存档备份，存于）
- 范鴻齡：停職免利益衝突 （页面存档备份，存于）
- 范鴻齡暫停所有公職 （页面存档备份，存于）